# Krafty
Krafty è una canzone del gruppo rock-synthpop britannico New Order, estratta come primo singolo dall'album Waiting for the Sirens' Call e pubblicata il 7 marzo del 2005 (tranne che negli Stati Uniti, dopo uscì il 3 maggio). Toccò la venticinquesima posizione della Repubblica d'Irlanda dopo solo una settimana dalla sua pubblicazione, l'ottava in Inghilterra e addirittura la seconda nel luglio del 2005 della Hot Dance Music/Club Play Chart.
È la prima ad essere stata pubblicata sotto l'etichetta Warner Bros. Records senza la London Records e fu prodotta da John Leckie, che divenne noto per aver preso parte alla realizzazione di alcuni album importanti, come The Dark Side of the Moon dei Pink Floyd, Real to Real Cacophony dei Simple Minds, The Bends dei Radiohead e l'album di debutto degli The Stone Roses. La copertina è opera invece del collaboratore di lunga data della band Peter Saville.
Il pezzo non ha un vero e proprio lato B ma una quantità considerevole di suoi remix.
Krafty ricevette giudizi contrastanti dalla critica; Pitchfork gli diede un tre su cinque commentando che «Questa è una chiamata difficile da fare, perché i New Order sono spesso al loro meglio quando sono incredibilmente in disparte, ma c'è una linea sottile tra sforzo e stonatura e Krafty non appartiene al primo.» Nello show "Roundtable" della BBC Radio, un critico gli diede 5/10, un altro 6/10 e un altro ancora 7/10.
Il suo videoclip, diretto da Johan Renck (già regista di Crystal) è ambientato in Svezia e vede come protagonisti due giovani amanti.

## Utilizzi
Dopo l'uscita della Xbox 360, Krafty, insieme a poche altre canzoni, fu scelta per essere inserita negli hard drives delle confezioni premio della console con il lettore musicale integrato. Inoltre compare nella colonna sonora del videogioco Project Gotham Racing 3.
In Serbia, è invece utilizzata come sottofondo sonoro per lo spot della Telenor, girato a Belgrado, Novi Beograd.
Infine, è possibile udirla nei titoli di coda del film americano indipendente Skills Like This di Monty Miranda.

## Lista delle tracce
Testi e musiche dei New Order.

### CD #1: NUOCD13 (UK & Europa)
1. Krafty (Single Edit) – 3:47
2. Krafty (Album Version) – 4:33

### CD #2 (Enhanced): NUOCP13 (UK & Europa)
1. Krafty (The Glimmers 12" Extended Mix) – 6:52
2. Krafty (Phones Reality Remix) (Remixato da Paul Epworth) – 7:05
3. Krafty (Andy Green Remix) – 3:24
4. Krafty (Ee-Edit of Album Version) (Mixato da Rich Costey) – 4:53
5. Krafty (Video) – 3:47

### CD: Warner Bros. 42800-2 (USA)
1. Krafty (Radio Edit) – 3:47
2. Krafty (Morel's Pink Noise Vocal) (Remixato da Richard Morel) – 7:52
3. Krafty (DJ Dan Vocal) – 8:18
4. Krafty (Eric Kupper Club Mix) – 9:11
5. Krafty (The Glimmers 12" Extended Mix) – 6:52
6. Krafty (Phones Reality Remix) (Remixato da Paul Epworth) – 7:05
7. Krafty (Riton Re-Rub Remix) – 6:54

### 12": NUOX13 (UK & Europa)
1. Krafty (Single Edit) – 3:47
2. Krafty (The Glimmers 12" Extended Mix) – 6:52
3. Krafty (Phones Reality Remix) (Remixato da Paul Epworth) – 7:05
4. Krafty (The Glimmers Dub Version) – 5:53

### 2x12": PRO-A-101531 (USA) - Vinile promozionale
1. Krafty (Eric Kupper Club Mix) – 9:00
2. Krafty (Album Version) – 4:33
3. Krafty (Morel's Pink Noise Vocal) (Remixato da Richard Morel) – 7:52
4. Krafty (The Glimmers Dub) – 5:53
5. Krafty (DJ Dan Vocal) – 8:18
6. Krafty (Riton Re-Rub Remix) – 6:54
7. Krafty (Morel's Pink Noise Dub) (Remixato da Richard Morel) – 7:30
8. Krafty (Phones Reality Remix) (Remixato da Paul Epworth) – 7:06

## Posizione nelle classifiche
| Classifica (2005)                      | Posizione |
| -------------------------------------- | --------- |
| Australia (ARIA Singles Chart)         | 54        |
| Germania (Media Control)               | 65        |
| Irish Singles Chart                    | 26        |
| Official Singles Chart                 | 8         |
| U.S. Billboard Hot Dance Club Play     | 2         |
| U.S. Billboard Hot Dance Singles Sales | 4         |
| U.S. Billboard Hot Singles Sales       | 18        |